# Hymne monégasque
Die Hymne monégasque ist die Nationalhymne des Fürstentums Monaco.

## Text

### Französisch
Principauté Monaco, ma patrie,

Oh ! combien Dieu est prodigue pour toi.

Ciel toujours pur, rives toujours fleuries,

Ton souverain est plus aimé qu’un Roi.

Ton souverain est plus aimé qu’un Roi.

Fiers Compagnons de la Garde Civique,

Respectons tous la voix du Commandant.

Suivons toujours notre bannière antique.

Le tambour bat, marchons tous en avant,

Le tambour bat, marchons tous en avant.

Oui, Monaco connut toujours des braves.

Nous sommes tous leurs dignes descendants.

En aucun temps nous ne fûmes esclaves,

Et loin de nous, régnèrent les tyrans,

Et loin de nous, régnèrent les tyrans.

Que le nom d’un Prince plein de clémence

Soit repété par mille et mille chants.

Nous mourons tous pour sa propre défense,

Mais après nous combattront nos enfants,

Mais après nous combattront nos enfants.

### Monegassisch
Despoei tugiù sciü d’u nostru paise –

Se ride au ventu, u meme pavayùn –

Despoei tugiù a curù russa e gianca –

E stà l’emblema, d’a nostra libertà –

Grandi e i piciui, l’an sempre respetà –

N’amu ch’üna tradiçiùn –

N’amu ch’üna religiùn –

Amu avüu per u nostr’unù –

I memi Prìncipi tugiù –

E ren nun ne scangerà –

Tantu ch’u suriyu lüjerà –

Diu sempre n’agiüterà –

E ren nun ne scangerà -

### Deutsch
Fürstentum Monaco, Vaterland,

O welche Fülle hat Gott auf Dich verwendet.

Der Himmel stets klar, das Ufer stets blühend,

Dein Fürst wird mehr als ein König geliebt.

Tapfere Kameraden der Zivilgarde,

Lasst uns stets der Stimme unseres Kommandanten gehorchen.

Folgen wir stets unserem alten Banner,

Die Trommel schlägt, marschieren wir voran.

Ja, Monaco hat stets Tapfere gekannt,

Wir alle sind ihre würdigen Abkömmlinge.

Und zu keiner Zeit sind wir Sklaven gewesen,

Von uns weit entfernt haben Tyrannen regiert.

Dass der Name unseres Prinzen voller Milde

In tausend und abertausend Gesängen gefeiert werde!

Und wenn wir zu seinem Schutz auch alle unser Leben geben,

So werden’s unsere Kinder dann besser ausfechten.